# 亞皆老街 (格拉斯哥)

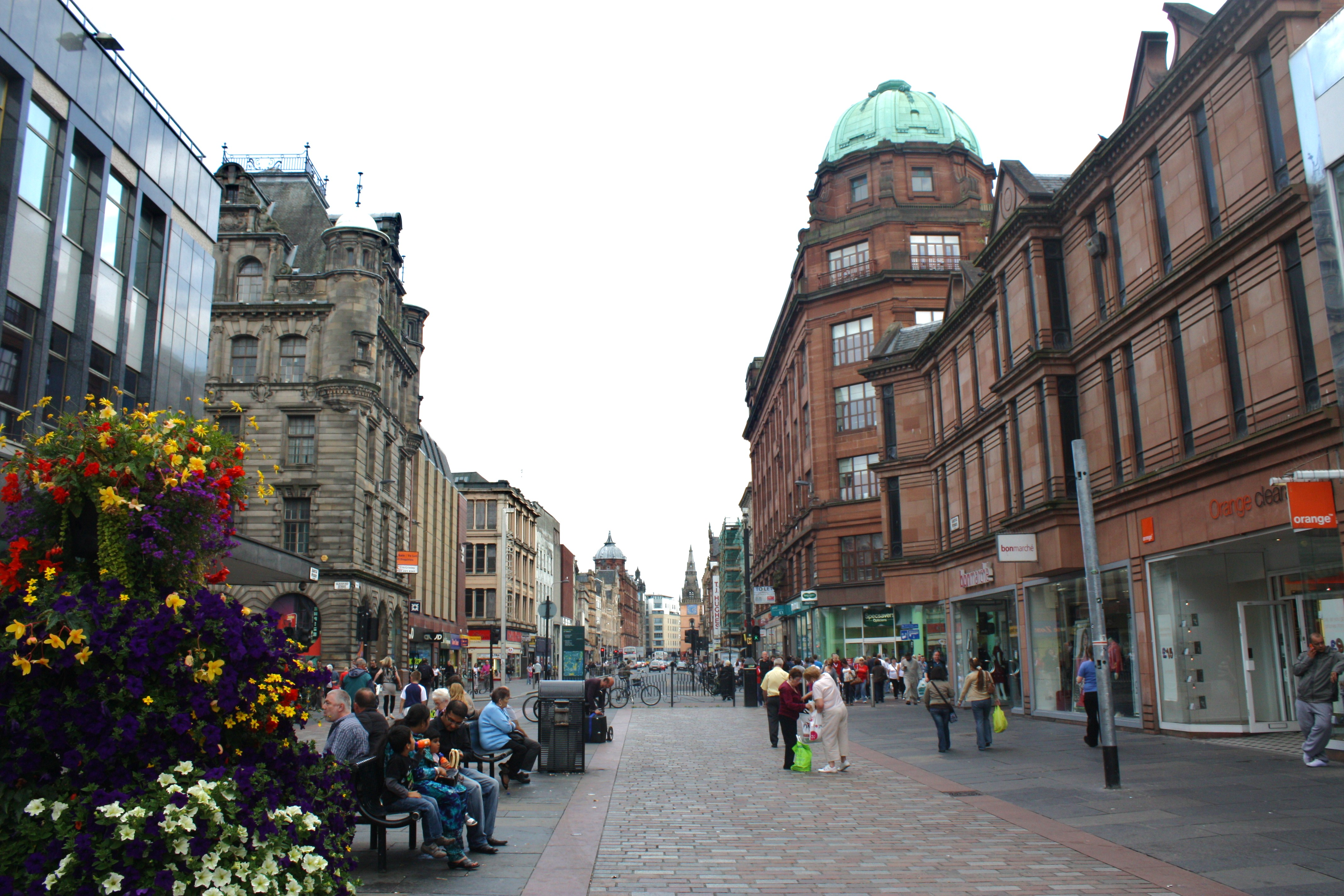
亞皆老街

亞皆老街（Argyle Street）是苏格兰格拉斯哥市中心的一条主要街道，与布坎南街和柳丛街（Sauchiehall Street）同为主要购物街。它是市中心最长的街道，长2.1英里（3.4）。
亞皆老街为东西走向，开始于市中心东南角的特隆门街（Trongate），从那里到皇后街为步行街，这部分形成了主要购物区,包括St. Enoch Centre和维多利亚时代的阿盖尔拱廊（Argyll Arcade，主要售卖珠宝）。它从地下穿过格拉斯哥中央车站 (所谓的“Hielanman的伞”)，然后成为连接英国M8高速公路和克莱德赛德高速公路（在安德斯顿）的主要通道。
然后，该路与圣文森街汇合，向西朝向该市西区。它在开尔文格罗夫美术馆和博物馆与柳丛街相连，最后结束于凯文大厅（Kelvin Hall）和凯文河大桥，过河后成为Dumbarton路。

## 历史
亚皆老街最初称为西门街（Westergait），从特隆门街向西通往该城的西门。1751年拆除西门，后来城市向西扩张，遂以阿盖尔公爵重新命名。
20世纪70年代，由于建造格拉斯哥内环路，这一区域进行了重建。拆除安德斯顿十字，代之以安德斯顿中心综合体，改变了亚皆老街的路线。

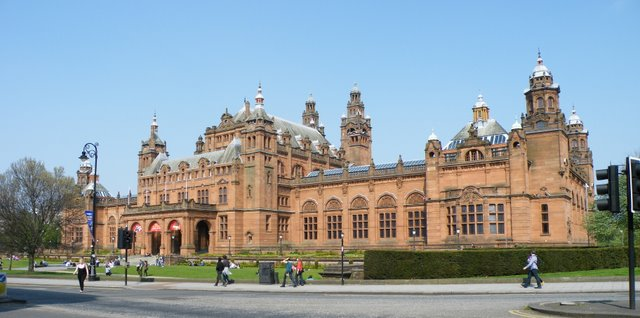
开尔文格罗夫美术馆和博物馆